# Nicole Dennis-Benn
Nicole Dennis-Benn  (Kingston, 1981) es una novelista jamaicana. Su primera novela, Here Comes the Sun (Aquí Viene el Sol), fue nombrada "Mejor Libro del Año" por el New York Times y otros medios. Vive y trabaja en Brooklyn, Nueva York.

## Trayectoria
Dennis-Benn nació y creció en Kingston, en Jamaica. Su familia vivía en Vineyard Town, donde pasó la mayor parte de su niñez antes de mudarse a Portmore, St. Catherine. A los 11 años, ganó una beca académica para el prestigioso Instituto para Chicas de St. Andrew en Kingston. Se fue de Jamaica a los 17 años para ir a la universidad, y se licenció en Biología y Ciencias de la Nutrición por la Universidad de Cornell en 2003. Durante sus años universitarios escribió para poder hacer frente a la nostalgia y se dio cuenta de que disfrutaba más escribiendo que con sus cursos preparatorios de Medicina. En 2004 comienza un Master en Salud Pública y se especializa en la salud reproductiva de las mujeres, del programa de Ann Arbor en la Universidad de Míchigan, donde se gradúa en 2006.  
Después de licenciarse, trabajó como gestora de proyectos en investigación de género, sexualidad y salud en el Departamento de Ciencias Sociomédicas en la Escuela Mailman de Salud Pública de la Universidad de Columbia. Durante su trabajo allí, atendió también a un Master de Bellas Artes en Escritura Creativa y Ficción, en el Sarah Lawrence College en 2012.
Después de cuatro años, decidió finalmente dedicarse a su pasión, ser escritora. Así, en 2016 publicó su primera novela, Here Comes the Sun, con W.W. Norton/Liveright. Dennis-Benn fue finalista del premio John Leonard del Círculo de Críticos Nacional del Libro, y también aparece en la lista Lariat de 2017 de la Asociación de Bibliotecas de Texas. Fue finalista del Lambda Literary Award, del Young Lions Award de la New York Public Library, y recibió el premio a la primera novela del Centro de Ficción.
Ha escrito para The New York Times, Elle, Catapult, Electric Literature, Mosaic, Red Rock Review, Kweli Literary Journal, Ebony, y Feminist Wire. Vive con su esposa, la doctora Emma Benn en Brooklyn, Nueva York. Su boda en Jamaica fue la primera de una pareja de lesbianas en el país.